# Mathurin Vallée
Mathurin Vallée, né le 6 mai 1769 à Limoges et mort le 27 mai 1854 à Dax (Landes), est un homme politique français.

## Biographie
Fils d'un maître perruquier, il se fixe à Dax par mariage en 1794. 
Aide de camp du général de La Bourdonnais, puis juge de paix de Dax sous le Premier Empire, Mathurin Vallée est élu député des Landes en 1815 pendant les Cent-Jours. Il instrumente ensuite comme notaire à Dax.

### Sources
- « Mathurin Vallée », dans Adolphe Robert et Gaston Cougny, Dictionnaire des parlementaires français, Edgar Bourloton, 1889-1891 [détail de l’édition]